# Sarah Bakewell
Sarah Bakewell (Bournemouth, 3 april 1963) is een Brits schrijver en docent creatief schrijven aan de Universiteit van Oxford. Haar bekendste boek is At the Existentialist Café: Freedom, Being, and Apricot Cocktails (De existentialisten) (2016), een geschiedschrijving van de existentialitische stroming, gevormd door filosofen zoals Jean-Paul Sartre, Simone de Beauvoir en Maurice Merleau-Ponty. Bakewell benadrukt in dit boek het belang voor ieder mens om welbewust zin te geven aan het bestaan.

## Biografie
Sarah Bakewell bracht haar eerste levensjaren door in Bournemouth, maar toen ze vijf jaar oud was huurden haar ouders een camper, waarmee ze twee jaar lang door India trokken. Ze vestigden zich daarna in Sidney, waar haar vader boeken verkocht en haar moeder in een bibliotheek werkte.
Toen Bakewell 16 jaar oud was kocht ze het boek La Nausée, geschreven door Jean-Paul Sartre. Zonder het boek helemaal te begrijpen, werd ze aangeraakt door het begrip existentialisme, als een sleutelterm voor het menselijk bestaan en vrijheid. De hoofdpersoon in De walging ziet in dat het leven op zichzelf geen betekenis heeft en dat hij zichzelf een doel moet stellen en daar de verantwoordelijkheid voor moet nemen.
Het was 1979. De grootse openbare begrafenis van Sartre was pas een jaar later en zijn filosofie een beetje passé, maar voor Bakewell was dit het begin van een diepgaande interesse in het existentialisme. De speurtocht leidde haar naar vele andere filosofen en schrijvers.
Bakewell studeerde filosofie (Ph.D) aan de Universiteit van Essex en behaalde daarna ook nog een graad in kunstmatige intelligentie. De wortels voor haar schrijverschap liggen in de tien jaar, die zij werkte als conservator van oude gedrukte boeken bij de Wellcome Library in Londen. Deze grote particuliere bibliotheek herbergt een van belangrijkste boekencollecties van de twintigste eeuw. Haar interesse voor historische fragmenten inspireerde haar tot het schrijven van The English Dane (2005), een biografie over de Deense ontdekkingsreiziger Jørgen Jørgensen. In 2010 verscheen van haar hand How to live, een biografie van de 16e-eeuwse essayist Michel de Montaigne.
In het begin dacht Bakewell nog dat de levensloop van filosofen niet zo belangrijk was, als wel hun ideeën. Later besefte ze dat ideeën interessant zijn, maar de mens erachter nog veel meer. Vandaar dat ze in haar werk biografie en filosofie met elkaar probeert te verweven, zoals in At the Existentialist Café: Freedom, Being, and Apricot Cocktails.

## De geboorte van het existentialisme
Het is 1935. In Parijs zitten Jean-Paul Sartre en Simone de Beauvoir samen in een café, zo schrijft Bakewell. Ze stelt zich hen graag voor "in een drukbezocht café van de geest, vol leven en beweging, vol kwetterende stemmen en gedachten." Ze zijn beiden nog onderwijzer. Later schuift socioloog Raymond Aron aan. Ze proberen de vraag, hoe je een abrikozen cocktail drinkt te beantwoorden. Hoe serveer je een cocktail? In wat voor café zit je? Hoe serveert de ober de cocktail? Wie zijn er in je gezelschap? Hoe is je relatie tot de anderen? Voel je afkeer, liefde, verlangen naar seks?
Sartre heeft net een studiejaar in Berlijn doorgebracht, waar hij de filosofie van Husserl en Heidegger bestudeerde op de Franse Academie. Hij is gegrepen door de Fenomenologie, zoals beschreven door Husserl, de filosofie van de wereld, zoals we die kennen en die zichtbaar is. Maar in zijn ogen is het relevanter een antwoord te vinden op de vragen: wie ben ik, wie zijn wij, wat is mijn doel, waar staan we voor, hoe geven we betekenis aan een gebroken wereld? Gaat fenomenologie vooral over de kenbaarheid van de werkelijkheid, de existentiefilosofie gaat over het concrete bestaan. Sartre betoogde ook dat de existentie vooraf gaat aan de essentie. Het bestaan bepaalt wie we zijn.
Bakewell beschrijft hoe Sartre na het verschijnen van zijn boek Walging een bekendheid werd in Frankrijk en ook daarbuiten. Na de Tweede Wereldoorlog ontwikkelde hij zich tot een ster, een beroemdheid door zijn boeken over het existentialisme. De Fransen koesterden na de Duitse bezetting een sterke behoefte aan werkelijke bevrijding, zoals Sartre en de Beauvoir die beschreven. In 1945 duwden de Parijzenaars elkaar omver tijdens massameetings waar zij beiden te zien waren. De politie moest de menigte uiteen drijven en vrouwen vielen in katzwijm. Time Magazine deed verslag.
Sartre benadrukte keer op keer de vrijheid om te kiezen. Er is geen leven zonder moeilijke keuzes en ingewikkelde dilemma’s. Kies, zei hij, neem een besluit, maar vraag jezelf af, of het een menselijke, liefdevolle keuze is. Sartres radicale filosofie maakt het leven er niet makkelijker op, aldus Bakewell. Hij geeft geen troost, geen richting, geen wijsheid. Het wezen van vrijheid is dat je pas werkelijk vrij bent, wanneer je de verantwoordelijkheid neemt voor je wat je doet, zonder uitvluchten te zoeken. Dit geeft tegelijkertijd een gevoel van opwinding, omdat het aan jouzelf is, wat je van het leven maakt. Deze vorm van filosofie oefende een grote aantrekkingskracht uit op de jongeren. Het hield een belofte in om de wereld te veranderen. Een boodschap die tegelijkertijd optimistisch en pessimistisch was. Na Hiroshima was het ook duidelijk dat de mens de aarde kan vernietigen.

## Het lot in eigen hand
Bakewell heeft zich ook verdiept in de memoires van Sartre. Jean-Paul was een mooi en intelligent jongetje, maar door een oogziekte verloor hij het zicht in zijn rechteroog en de controle over de oogzenuwen. Op school was hij het slachtoffer van pesterijen en moest hij de nodige vernederingen ondergaan. Hij besloot zijn lot in eigen handen te nemen. Hij stal geld uit de portemonnee van zijn moeder en kocht daarmee taartjes voor zijn pestkoppen. De plagerijen waren daarna voorbij. Bovendien had hij een groot verbaal vermogen en intelligentie, waarmee hij zijn problemen kon oplossen. Hij begreep dat er zoveel zaken zijn, waar je geen macht over hebt. Hoe je erover denkt en wat je eraan doet, maakt dat je, ongeacht de gebeurtenissen, altijd vrij bent.
Bakewell belichtte ook de visie van Simone de Beauvoir, die in haar boek De Tweede Sexe (1949) schreef, dat een vrouw ook vrij kan zijn, maar niet zonder beperkingen. In dat opzicht verschilde zij van Sartre. Een vrouw kan nooit voor honderd procent vrij zijn. Sociaal en biologisch zijn er invloeden; de genen, de hormonen, de familiegeschiedenis maken dat zij minder samenvalt met wie zij is. De Beauvoir schrijft in The ethics of ambiguity, dat er geen oplossing is voor deze tweeslachtigheid.
Vrij zijn betekent, volgens Bakewell, voortdurend beslissen, wat je wilt doen. Als we weigeren om die vrijheid te aanvaarden en voortdurend de vinger naar de ander wijzen,  dan handelen we niet te goeder trouw. Leven is niet iets wat je overkomt. Als de dag begint beslis je of je wel of niet opstaat, naar je werk gaat of de hele dag filmpjes over katten op YouTube gaat bekijken.
Bij de begrafenis van Jean Paul Sartre was een grote mensenmassa op de been, van alle leeftijden en van verschillende herkomst. Wat zij deelden was de behoefte om zichzelf opnieuw uit te vinden. In de huidige tijd, aldus Bakewell, is individuele bevrijding meer dan ooit noodzakelijk. Zij verwijst hiermee naar de Amerikaanse president Trump en klimaatverandering. Zij pleit ervoor om voor de ander op te komen en persoonlijke betrokkenheid: actief deel uit te maken van de geschiedenis.
- Bibsys: 7015824
- Bibliothèque nationale de France: cb16511239w (data)
- Gemeinsame Normdatei: 1025550560
- International Standard Name Identifier: 0000 0001 1951 1677
- Library of Congress Control Number: nb2001005574
- Nationale Bibliotheek van Tsjechië: jo2016935673
- Nationale Bibliotheek van Israël: 987007429438405171
- Nederlandse Thesaurus van Auteursnamen: 237288958
- Réseau des bibliothèques de Suisse occidentale: 02-A020361129
- Système universitaire de documentation: 153240989
- Virtual International Authority File: 75817591
- WorldCat: E39PBJtRP9DHMFPxKdtmcVGCQq